# Landsförräderi
Landsförräderi är ett brott i vissa jurisdiktioner som straffbelägger att verka för främmande makts intressen. Man kan särskilja dels militärt landsförräderi, dels diplomatiskt landsförräderi, beroende på om handlingen utförts i samband med befintligt eller förestående krig alternativt i fredstid. I vissa länder, såsom i Ryssland, kan brottet närmast likställas med spioneri och begås såväl i fred som i krig. I andra länder, såsom i Sverige, kan brottet begås endast i krigstid och har en något annorlunda innebörd.
En förutsättning för att brottet landsförräderi ska vara aktuellt är i de flesta länder att det begås av en medborgare mot den egna staten, eller att det finns någon form av nationell lojalitet mot landet som drabbas.

## Sverige
| ”                                     | Den som, då riket är i krig, 1. hindrar, missleder eller förråder dem som är verksamma för rikets försvar eller förleder dem till myteri, trolöshet eller modlöshet, 2. förråder, förstör eller skadar egendom som är av betydelse för totalförsvaret, 3. åt fienden anskaffar krigsfolk, egendom eller tjänster, eller 4. begår annan liknande förrädisk gärning, skall, om gärningen är ägnad att medföra avsevärt men för totalförsvaret eller innefattar avsevärt bistånd åt fienden, dömas för landsförräderi till fängelse på viss tid, lägst fyra och högst tio år, eller på livstid. | „ |
| – 22 kap. 1 § brottsbalken (1962:700) | |   |

Vid lindrigare brott används brottsrubriceringen landssvek istället för landsförräderi. Landsförräderi och landssvek finns beskrivet i brottsbalkens 22 kapitel, med rubriken Om landsförräderi. Brotten spioneri och högförräderi finns däremot i 19 kapitlet, med rubriken Om brott mot Sveriges säkerhet (tidigare benämnt Om brott mot rikets säkerhet).
Landsförräderi har traditionellt bestraffats mycket hårt. I Sverige är det lägsta straffet fyra års fängelse och det högsta livstids fängelse. Landsförräderi i krigstid av militär personal kallades tidigare i svensk strafflag krigsförräderi och kunde i svåra fall bestraffas med döden, även efter avskaffandet av dödsstraffet i fredstid 1921. Bestämmelsen kvarstod som gällande lag fram till 1973, men kom aldrig att tillämpas, och sedan avskaffades dödsstraffet för brott begångna i krigstid i enlighet med lag 1973:17-20. År 1975 förbjöds dödsstraffet i grundlagen, se 2 kap 4 § regeringsformen.

## USA
Den som, med skyldighet att vara lojal mot Förenta staterna, tar krig mot dem eller följer deras fiender eller ger dem hjälp och stöd inom Förenta staterna eller någon annanstans, är skyldig till landsförräderi och skall dömas till döden, eller fängslas inte mindre än fem år och böta inte mindre än $10 000, och får inte heller inneha ett allmänt ämbete i Förenta staterna. ― United States Code Titel 18 § 2381
Iva Toguri D'Aquino dömdes år 1949 för landsförräderi i USA, för att ha sänt propaganda riktad till de allierade soldaterna i stillahavskriget under andra världskriget.
Tomoya Kawakita hade både amerikanskt och japanskt medborgarskap, och dömdes för att ha arbetat som tolk i ett japanskt krigsfångeläger under andra världskriget.

## Ryssland
För förräderi, som innefattar spionage, avslöjande av statshemligheter eller annat stöd åt en främmande stat, en utländsk organisation eller dess företrädare genom fientliga aktiviteter som är till skada för Ryska federationens yttre säkerhet, begånget av en medborgare i Ryska federationen, döms till frihetsstraff i 12 till 20 år, med eller utan konfiskering av egendom. ― Artikel 275 i Rysslands strafflag
Dödsstraff finns inte i straffskalan för detta brott.

## Liknande brott
- Majestätsbrott
- Landssvek
- Trolöshet vid förhandling med främmande makt
- Spioneri